# Philometra effusalis
Philometra effusalis är en fjärilsart som beskrevs av Walker 1860. Philometra effusalis ingår i släktet Philometra och familjen nattflyn. Inga underarter finns listade i Catalogue of Life.